# László Gőz

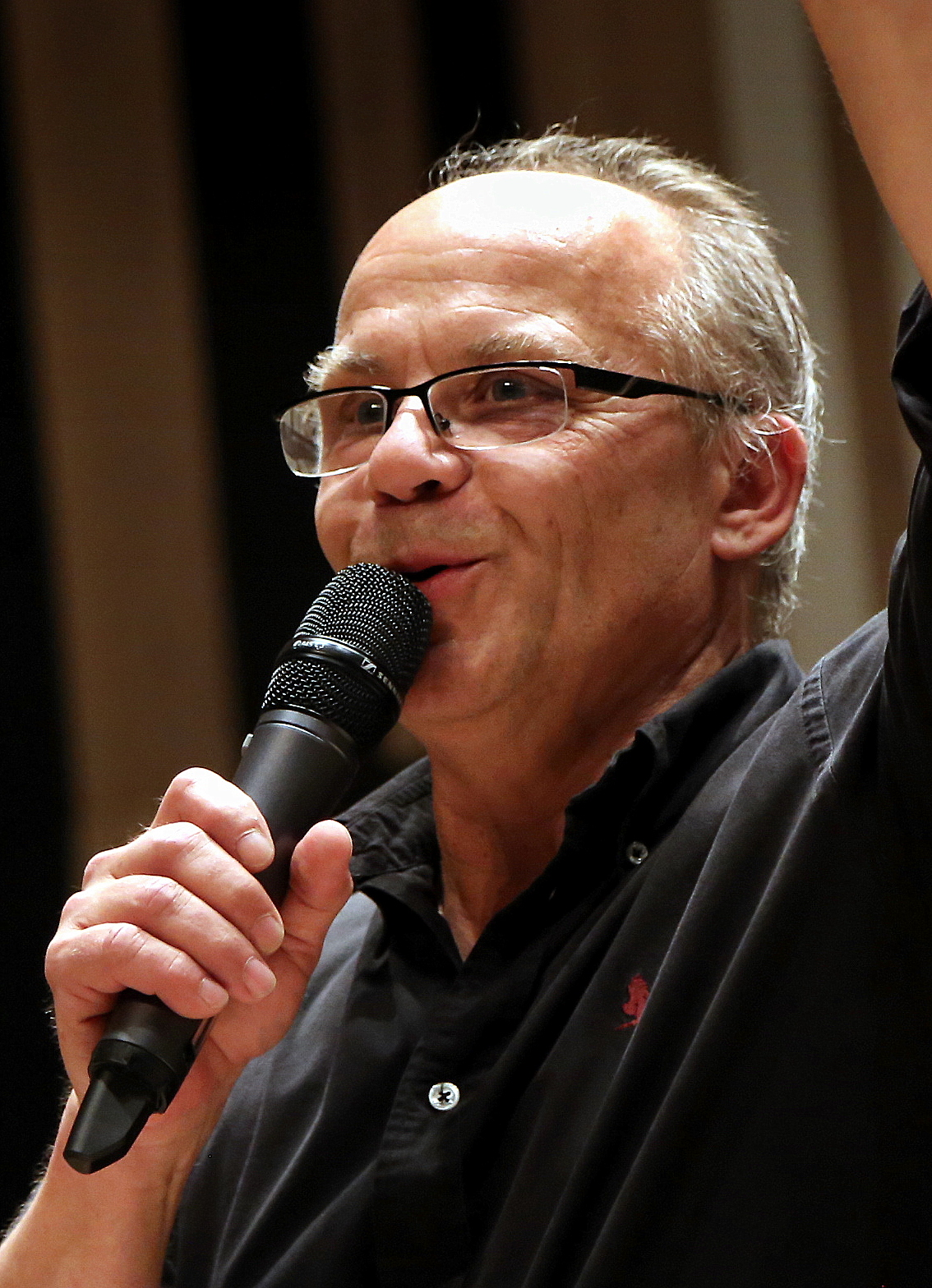
László Gőz (2014)

László Gőz (* 22. September 1954 in Budapest) ist ein ungarischer Posaunist und Musikproduzent, der auch zu Jazz- und Improvisationsmusik beitrug.

## Wirken
Gőz absolvierte eine weiterführende Schule mit musischem Schwerpunkt. Er studierte zunächst an der Abteilung für Jazz und Klassik des Béla Bartók Konservatoriums, um dann die Franz-Liszt-Musikakademie bis zum Abschluss zu besuchen. Er spielte während des Studiums bei der Jazzrockband Locomotiv GT und war an mehreren ihrer Alben beteiligt; daneben wirkte er bereits als Studiomusiker. 
Von 1978 bis 1990 war Gőz Mitglied des Ensembles Group 180, das zahlreiche Werke der Neuen Musik, etwa von László Melis, Béla Faragó, Tibor Szemző und András Soós uraufführte und aufnahm. Weiterhin gehörte er zum Bläserensemble Brass Age. Als Interpret arbeitete er zudem mit Steve Reich, Frederic Rzewski, Petr Kotík, Alvin Curran, Chris Newman, Peter Eötvös (Snatches), György Kurtág, Jiggs Whigham, Carl Fontana, Chris Potter sowie Dave Liebman und hat an über hundert Alben mitgewirkt. Im Bereich des Jazz spielte er mit der Bone Connection das Album Budapest (1989) ein; seit 1994 gehörte er zur ESP Group, mit der drei Alben entstanden. Parallel dazu wirkte er in der Gruppe Jazz+Az; deren vier Alben, die zwischen 1998 und 2003 veröffentlicht wurden, sind musikalisch stark durch ihn geprägt. 
Mit dem Improvisationsquintett Futterbasis (auch Bade du Fourrage) veröffentlichte er das Album Private Exits: 8 Soundscapes from the Island. 2019 folgte mit György Kurtág Jr. und Miklós Lukács das Improvisationsalbum Creation.
Gőz gründete 1996 das Budapest Music Center, das sich zu einem international anerkannten Kulturzentrum entwickelt hat. 1998 gründete er das dort beheimatete Label BMC Records, für das er zahlreiche klassische, Improvisations- und Jazz-Alben produzierte.
Gőz arbeitete als Hochschullehrer an der Franz-Liszt-Musikakademie, wo er seit 1978 Geschichte der Musik, Solfeggio und Jazzimprovisation unterrichtete.

## Preise und Auszeichnungen
Gőz erhielt 2003 das Goldene Verdienstkreuz der Republik Ungarn. 2008 wurde er vom französischen Kulturminister als Ritter des Ordre des Arts et des Lettres ausgezeichnet. 2015 wurde er mit dem Ritterkreuz des Verdienstordens der Republik Polen und dem Ritterkreuz des Verdienstordens der Ungarischen Republik geehrt.